# Миртиллокактус
Миртиллокактус (лат. Myrtillocactus) — род многолетних суккулентных растений семейства Кактусовые (Cactaceae). Род объединяет четыре вида вытянутых сильно ветвящихся кактусов. Некоторые виды — популярные комнатные растения.

## Название
Род был описан итальянским ботаником Микельанджело Консоле (1812—1897).
Научное название рода происходит от видового эпитета научного названия черники (Vaccinium myrtillus) и объясняется внешним сходством плодов этих растений. Общеупотребительное название миртиллокактуса в некоторых языках является калькой его латинского названия (англ. Whortleberry сactus, швед. Blåbärskaktussläktet — «черничный кактус»).
В синонимику рода входит название Myrtillocereus Fric & Kreuz. (1935).

## Распространение
Растение этого рода распространены на территории Мексики и Гватемалы, преимущественно на плоскогорьях и в горных районах.

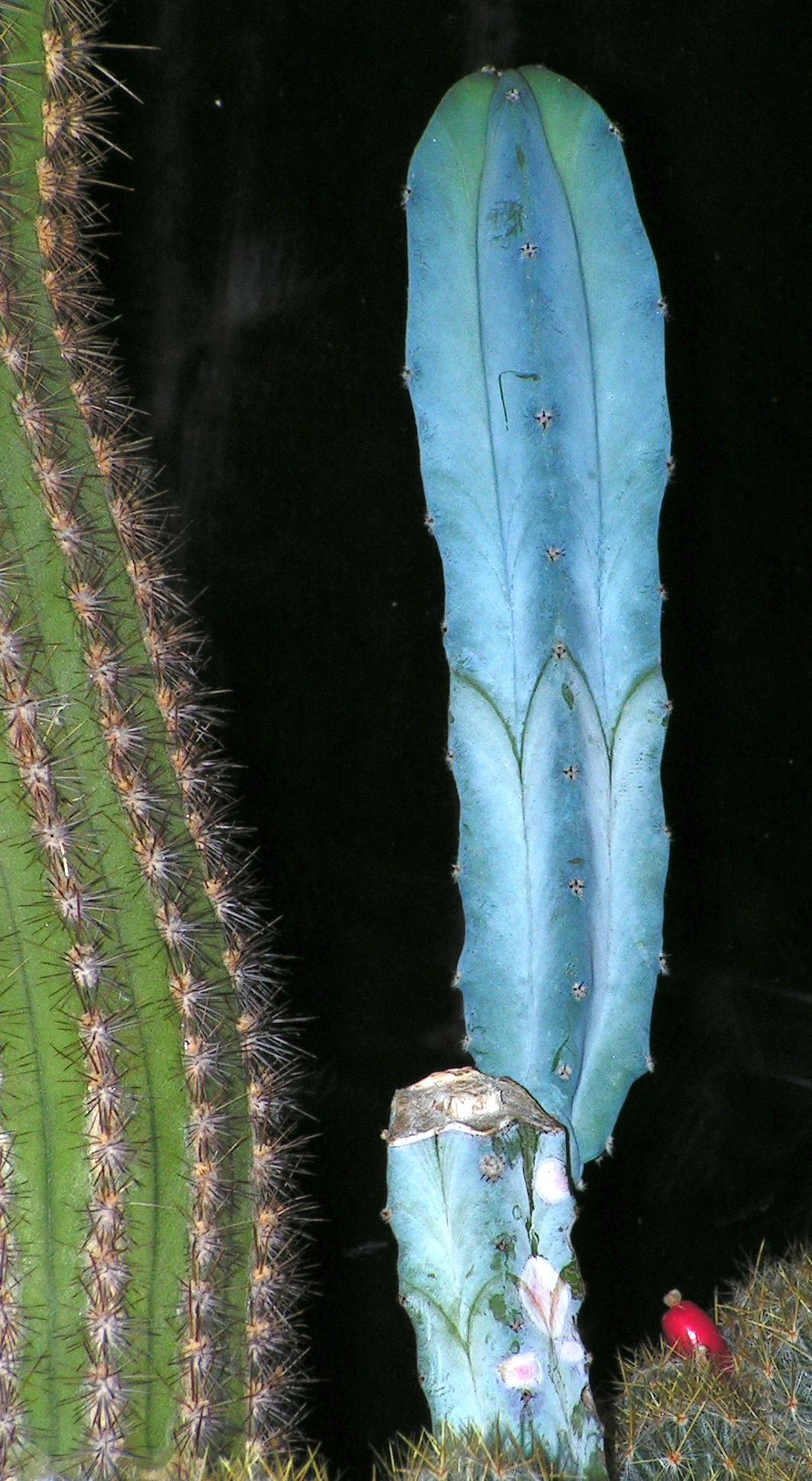
Голубоватая окраска поверхности стебля Миртиллокактус геометрический|миртиллокактуса геометрического (Myrtillocactus geometrizans) особенно заметна, если сравнить её с «традиционным» цветом стебля находящего слева Вебербауэроцереус|вебербауэроцереуса (Weberbauerocereus). Чёткая линия на стебле миртиллокактуса — граница приростов разных лет

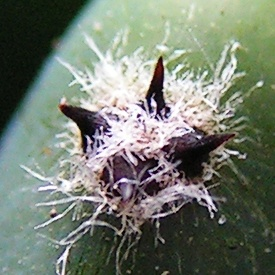
Ареола молодого миртиллокактуса геометрического; длина колючек — около 1 мм

## Биологическое описание
Миртиллокактусы относятся к тем немногим кактусам, у которых на корнях могут возникать почки, из которых развиваются новые побеги.
Стебли столбовидные, обычно сильно ветвятся, из-за этого растения со временем приобретают древовидную форму. Максимальная высота растений этого рода — примерно четыре с половиной метров, максимальный диаметр — около 10 см. Поверхность стеблей — ярко-зелёная или голубовато-зелёная, покрытая голубым или голубовато-серым восковым налётом. Голубая окраска в большей степени характерна для молодых растений, растущих в условиях яркого солнечного освещения; при недостаточном освещении стебли становятся более зелёными.
Число рёбер — 5 или 6. Расстояние между ареолами — от 6 до 25 мм в зависимости от вида. Радиальных колючек обычно пять, их длина у взрослых растений — до 2 мм; центральная колючка одна, более длинная и более мощная. У молодых растений, выращенных из семян, все колючки обычно совсем короткие, длиной не более 1 мм.
Цветки трубчатые (воронковидные), широко раскрывающиеся, ночные, с сильным запахом; белые, розоватые, желтоватые или зеленоватые, располагаются в верхней части побега по несколько штук в одной ареоле; по сравнению с общими размерами растений и другими представителями цереусовых — довольно мелкие: в длину — до 25 мм. На одном растении бывает до 9 цветков.
Плоды мясистые, мелкие, шаровидные, похожие на плоды черники, съедобные, при созревании — голубой окраски.

## Использование
В Мексике местное население использует плоды диких растений этого рода в пищу; по вкусу эти плоды напоминают голубику.
Миртиллокактусы — достаточно популярные комнатные растения. В культуре распространены два вида — Миртиллокактус геометрический (Myrtillocactus geometrizans) и Myrtillocactus cochal.
Вид Myrtillocactus geometrizans как достаточно неприхотливое и быстро растущее растение нередко используют также и в качестве подвоя.

## Культивирование
Агротехника
Для миртиллокактусов лучше всего подходит хорошо дренированная песчаная почва и сухой тёплый климат. Для нормального развития требуется обильное прямое солнечное освещение. Переносит редкие лёгкие морозы. В комнатной культуре зимой растение следует содержать без полива. Размножение — семенами либо отростками.
Минимальная температура зимнего содержания миртиллокактусов в комнатной культуре — около +10 °C, что существенно выше данного показателя для многих других видов кактусов (при использовании миртиллокактуса в качестве подвоя следует учитывать, что минимальная температура зимнего содержания для привитого растения также не должна быть ниже +10 °C). Если зимняя температура в помещении, где их содержат, не опускается ниже +16 °C, растения следует изредка поливать и зимой.
Миртиллокактус не следует обрабатывать ядами.
Зоны морозостойкости — 9—11.

## Классификация

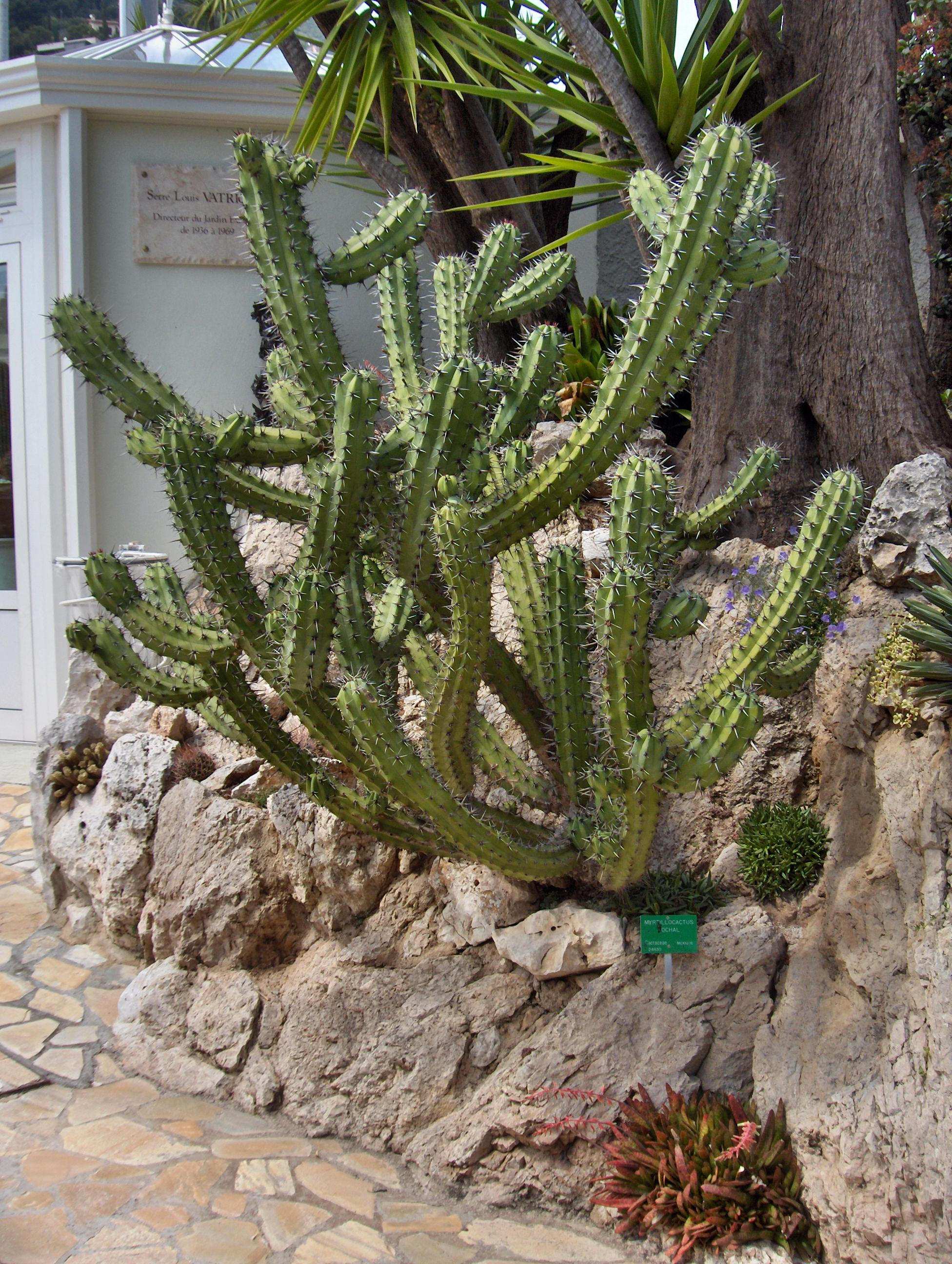
Myrtillocactus cochal в ботаническом саду Экзотический сад (Jardin exotique de Monaco), Монако

Согласно традиционной системе Курта Бакеберга род Миртиллокактус относится к подтрибе Северные цереусовые кактусы (Boreocereinae Backeb.) трибы Цереусовые (Cereeae Britton et Rose) подсемейства Цереусовые (Cereoideae Schum.).
Согласно современным представлениям род Миртиллокактус относится к трибе Пахицереусовые (Pachycereeae) подсемейства Кактусовые (Cactoideae). Среди других родов, относящихся к этой трибе, широко известны Карнегия (Carnegiea) и Эхиноцереус (Echinocereus).

## Виды
Виды рода Миртиллокактус:
- Myrtillocactus cochal. [syn. Myrtillocactus geometrizans var. cochal][2]. Растения высотой до 1 м, встречающиеся на северо-западе Мексики[1], в первую очередь в штате Нижняя Калифорния[5].
- Myrtillocactus eichlamii. Единственный вид миртиллокактуса, который встречается не только в Мексике, но и в Гватемале[5].
- Myrtillocactus geometrizans (Mart. ex Pfeiff.) Cons. (1897) — Миртиллокактус геометрический. [syn.  Myrtillocactus grandiareolatus — Миртиллокактус крупноареолированный[3]][2]. [syn.  Myrtillocactus pugionifer][2]. Растения высотой до 4,5 м из Центральной Мексики[1]. Жители мексиканского штата Оахака называют это растение padre nuestro («наш отец»)[3].
- Myrtillocactus schenckei. Этот вид отличается от других миртиллокактусов более крупными сближенными ареолами с чёрным войлочным опушением[5].

Некоторые виды кактусов, которые ранее помещали в род Myrtillocactus, сейчас относят к другим родам:
- Myrtillocactus chende = Polaskia chende
- Myrtillocactus chichipe = Polaskia chichipe
- Myrtillocactus chiotilla = Escontria chiotilla

## Природные гибриды
Описан единственный природный гибрид с участием представителя рода Myrtillocactus:
× Myrtgerocactus lindsayi Moran (1962) = Bergerocactus emoryi Britton & Rose (1909) × Myrtillocactus cochal Britton & Rose (1909).
Название гибридного рода × Myrtgerocactus образовано от названий Myrtillocactus и Bergerocactus.